# Centropogon laxus
Centropogon laxus är en klockväxtart som beskrevs av Alexander Zahlbruckner. Centropogon laxus ingår i släktet Centropogon och familjen klockväxter. Inga underarter finns listade i Catalogue of Life.